# 戈亚纳波利斯
戈亚纳波利斯是巴西戈亚斯州的一个市镇。总面积162.38平方公里，总人口13212人，人口密度81.4人/平方公里。